# Eutrichopodopsis similis
Eutrichopodopsis similis là một loài ruồi trong họ Tachinidae.